# Music for Psychedelic Therapy
| Совокупная оценка | Совокупная оценка |
| Источник          | Оценка            |
| ----------------- | ----------------- |
| AnyDecentMusic?   | 7.5/10            |
| Metacritic        | 80/100            |
| Оценки критиков   |                   |
| Источник          | Оценка            |
| AllMusic          | [ 6 ]             |
| Clash             | 9/10              |
| DIY               | [ 8 ]             |
| Exclaim!          | 9/10              |
| The Guardian      | [ 9 ]             |
| MusicOMH          | [ 10 ]            |
| Pitchfork         | 7.4/10            |
| PopMatters        | 8/10              |
| Under the Radar   | [ 12 ]            |

Music for Psychedelic Therapy — шестой студийный альбом британского электронного музыканта и продюсера Джона Хопкинса, вышедший 12 ноября 2021 года на лейбле Domino Recording Company. Продюсером был он сам.

## Об альбоме
Альбом получил положительные отзывы музыкальных критиков и интернет-изданий: Exclaim!, MusicOMH, Pitchfork, PopMatters.
В агрегаторе Metacritic, устанавливающем в среднем оценку до ста, основанную на профессиональных рецензиях, альбом получил 80 баллов на основе 12 полученных рецензий, что означает «получил в целом положительные отзывы от критиков».

## Список композиций
Слова и музыка всех песен — Jon Hopkins, кроме обозначенных. Все треки продюсировал Hopkins.
| №                   | Название                                | Автор(ы)                       | Длительность |
| ------------------- | --------------------------------------- | ------------------------------ | ------------ |
| 1.                  | «Welcome»                               | Jon Hopkins, 7Rays             | 6:22         |
| 2.                  | «Tayos Caves, Ecuador i»                |                                | 6:15         |
| 3.                  | «Tayos Caves, Ecuador ii»               |                                | 5:07         |
| 4.                  | «Tayos Caves, Ecuador iii»              |                                | 7:39         |
| 5.                  | «Love Flows Over Us in Prismatic Waves» |                                | 6:52         |
| 6.                  | «Deep in the Glowing Heart»             |                                | 8:51         |
| 7.                  | «Ascending, Dawn Sky»                   | Hopkins, 7Rays                 | 9:22         |
| 8.                  | «Arriving»                              | Hopkins, 7Rays                 | 4:35         |
| 9.                  | «Sit Around the Fire»                   | Hopkins, East Forest, Ram Dass | 8:22         |
| Общая длительность: | Общая длительность:                     | Общая длительность:            | 60:03        |